# 子供はわかってあげない
『子供はわかってあげない』（こどもはわかってあげない）は、田島列島による日本の漫画作品。『モーニング』（講談社）にて、2014年14号から2014年35号まで連載された。単行本は上下巻。
著者の長編デビュー作品。高校2年生の水泳部員サクタさんと書道部員もじ君の一夏の甘酸っぱい冒険を描く。
2021年8月20日に映画版が公開された。

## 登場人物
朔田 美波（さくた みなみ）
本作の主人公。高校2年。水泳部員。「タルンドル朔田」とあだ名されるほどマイペースだが、水泳ジャンキーと呼ばれるほどの水泳愛により2年生で唯一大会出場を果たす実力を持つ。アニメファン。特に『魔法左官少女バッファローKOTEKO』のファンで、それが縁で門司君と知り合う。
門司 昭平（もじ しょうへい）
高校2年。書道部員。祖父の運営する書道教室で小学生相手の先生ができる腕の持ち主。書道部をさぼって屋上で『魔法左官少女バッファローKOTEKO』の絵を描いていて朔田さんと出会う。
門司 明大（もじ あきひろ）
昭平の兄。性別適合手術を受けて現在は女性。門司家から勘当され、商店街の張本古書店に居候しながら探偵業を営むが、これまで受けた依頼はメニュー書きなどの筆耕仕事と猫探しだけ。朔田さんから生き別れの父捜しを依頼される。
藁谷 友充（わらがい ともみつ）
朔田さんの実の父。朔田さんが5歳になるまでに離婚している。他人の心を読み取る能力を持つ新興宗教「光の匣」の教祖。教団の資金とともに失踪中。
善さん
明大が居候する古書店の店主。

## 書誌情報
- 田島列島 『子供はわかってあげない』 講談社〈モーニングKC〉、上下巻
  - 上巻 2014年9月22日発売、ISBN 978-4-06-388379-4
  - 下巻 2014年9月22日発売、ISBN 978-4-06-388380-0

## 映画
監督は沖田修一、脚本はふじきみつ彦、主演は上白石萌歌。PG12指定（高校生の飲酒シーンがあるため）。
当初は2020年6月26日に公開予定だったが、新型コロナウイルス感染拡大の影響により、同年5月29日に公開延期が発表され、2021年4月1日に新たな公開日が同年8月20日に決定したことが発表され、同日公開された。

### キャスト
- 朔田美波：上白石萌歌
- 朔田清：古舘寛治[8]
- 朔田由起：斉藤由貴[8]
- 藁谷友充：豊川悦司[8]
- 門司昭平：細田佳央太[9]
- 門司明大：千葉雄大[8]
- 善さん：高橋源一郎[10]
- 宮島：湯川ひな[10]
- 阿堀仁子：中島琴音[10]
- 阿堀ハナエ（仁子の母）：兵藤公美[10]
- 阿堀先生（仁子の祖父・阿堀指圧治療院院長）：きたろう[10]
- 坂口辰平
- 品川徹

### スタッフ
- 原作：田島列島『子供はわかってあげない』（講談社モーニングKC刊）
- 監督：沖田修一
- 脚本：ふじきみつ彦、沖田修一
- 音楽：牛尾憲輔
- プロデューサー：筒井竜平、吉田憲一、佐藤美由紀、久保田傑
- 撮影：芦澤明子（J.S.C.）
- DIT / VE：鏡原圭吾（J.S.C.）
- 照明：永田英則
- 美術：安宅紀史
- 装飾：山本直樹
- 録音：近藤崇生
- 整音：髙田伸也
- 音響効果：勝亦さくら
- 編集：佐藤崇
- スクリプター：田口良子
- 衣装：馬場恭子
- ヘアメイク：有路涼子
- VFX / ライン編集：野間実
- キャスティング：山口正志
- 助監督：玉澤恭平
- 制作担当：芳野峻大
- 助成：文化庁文化芸術振興費補助金（映画創造活動支援事業）独立行政法人日本芸術文化振興会
- 配給：日活
- 制作プロダクション：オフィス・シロウズ
- 企画・製作幹事：アミューズ
- 製作：「子供はわかってあげない」製作委員会（アミューズ、日活、ポニーキャニオン、ベンチャーバンクエンターテインメント、イオンエンターテイメント、TBSラジオ）

### 劇中アニメ『魔法左官少女バッファローKOTEKO』

#### 声の出演（劇中アニメ）
- 富田美憂
- 浪川大輔
- 櫻井孝宏
- 鈴木達央
- 速水奨

#### スタッフ（劇中アニメ）
- 監督：菊池カツヤ
- キャラクターデザイン：奥山鈴奈
- 音響監督：横田知加子
- プロデューサー：櫻井崇
- アニメーション制作：颱風グラフィックス